# غريس كودينتون
غريس كودينتون (بالإنجليزية: Grace Coddington)‏ (و. 1941  م) هي عارضة، ومحررة موضة، وصحفية من المملكة المتحدة، وويلز، ولدت في أنغلزي.

## وصلات خارجية
- غريس كودينتون على موقع IMDb (الإنجليزية)
- غريس كودينتون على موقع قاعدة بيانات الفيلم (الإنجليزية)

- غريس كودينتون في قاعدة بيانات الأفلام على الإنترنت